# Peney-le-Jorat
Peney-le-Jorat (toponimo francese) è una frazione di 378 abitanti del comune svizzero di Jorat-Menthue, nel Canton Vaud (distretto del Gros-de-Vaud).

## Storia

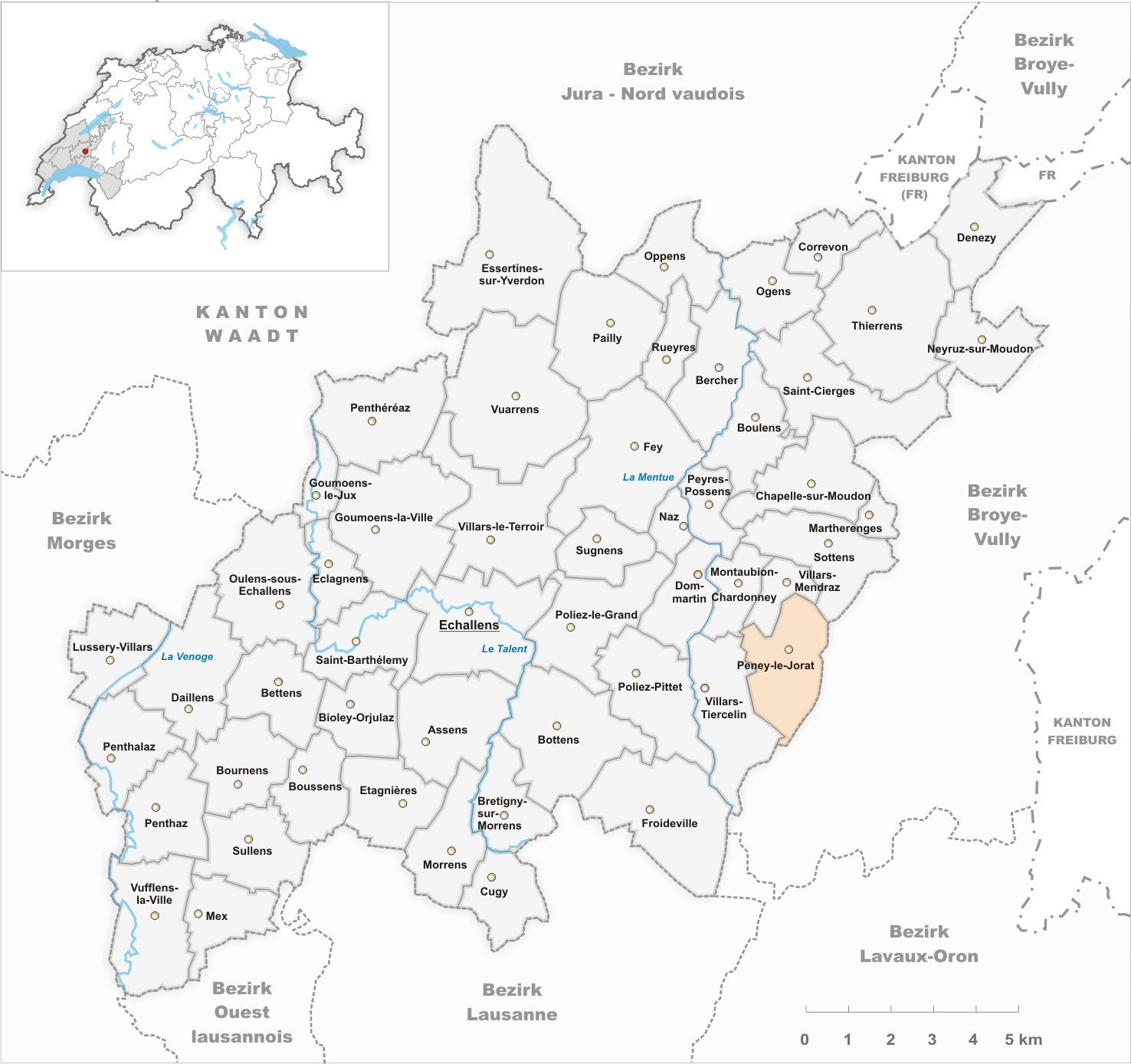
Il territorio del comune di Peney-le-Jorat prima degli accorpamenti comunali del 2011

Già comune autonomo che si estendeva per 4,46 km², nel 2011 è stato accorpato agli altri comuni soppressi di Montaubion-Chardonney, Sottens, Villars-Mendraz e Villars-Tiercelin per formare il nuovo comune di Jorat-Menthue.

### Simboli
Gli abeti d'argento rappresentano la ricchezza forestale del comune. I due tafani (taons) si riferiscono al soprannome degli abitanti, chiamati tavans in dialetto vodese.

## Monumenti e luoghi d'interesse
- Chiesa riformata, eretta nel 1795[1].

## Società

### Evoluzione demografica
L'evoluzione demografica è riportata nella seguente tabella:
Abitanti censiti

## Amministrazione
Ogni famiglia originaria del luogo fa parte del cosiddetto comune patriziale e ha la responsabilità della manutenzione di ogni bene ricadente all'interno dei confini della frazione.